# Lista över städer i Berlin
Här listas alla orter i det tyska förbundslandet Berlin som har eller har haft stadsprivilegier.
| Stad   | Stad sedan | Folk- mängd 2006 |
| ------ | ---------- | ---------------- |
| Berlin | 1251       | 3.396.531        |

## Lista över tidigare städer i Berlin
| Stad           | Stad sedan - till | Folk- mängd 2006 | Anmärkning         |
| -------------- | ----------------- | ---------------- | ------------------ |
| Charlottenburg | 1705-1920         |                  | blev del av Berlin |
| Köpenick       | 1298-1920         | 59.561           | blev del av Berlin |
| Lichtenberg    | 1907-1920         |                  | blev del av Berlin |
| Neukölln       | 1899-1920         | 147.660          | blev del av Berlin |
| Schöneberg     | 1898-1920         | 116.286          | blev del av Berlin |
| Spandau        | 1232-1920         |                  | blev del av Berlin |
| Wilmersdorf    | 1906-1920         | 105.230          | blev del av Berlin |